# Sennfeld

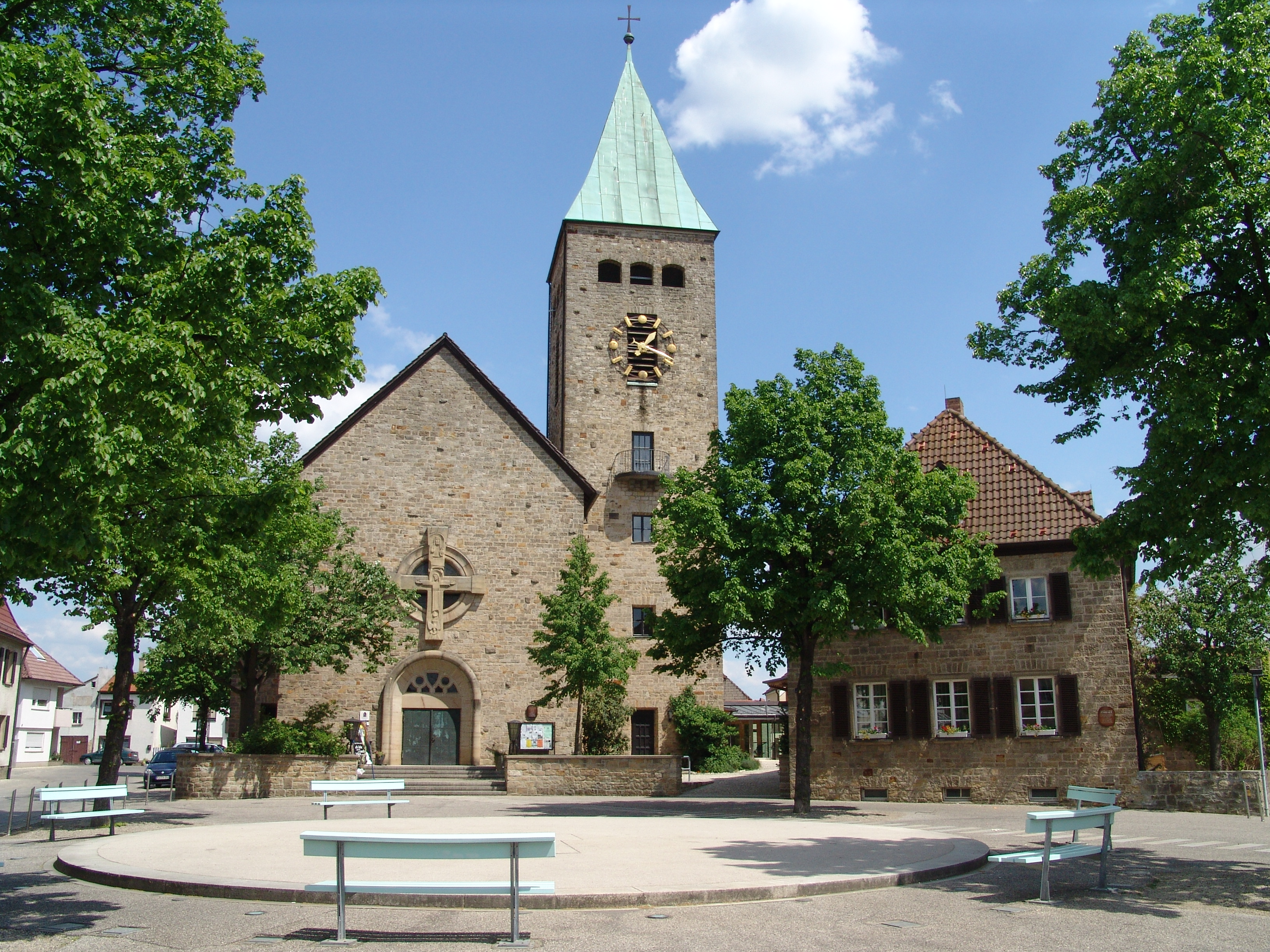
Dreieinigkeitskirche am Plan

Sennfeld (schweinfurterisch Sennfldd; Spitzname Batzenfeld, abgeleitet von Bad Sennfeld) ist eine Gemeinde im unterfränkischen Landkreis Schweinfurt und grenzt an die kreisfreie Stadt Schweinfurt. Außer dem Hauptort gibt es keine weiteren Gemeindeteile. Sennfeld war ein ehemals kaiserlich unmittelbares und freies Reichsdorf. 2016 wurden die Sennfelder und Gochsheimer Friedensfeste von der Deutschen UNESCO-Kommission in das Bundesweite Verzeichnis des immateriellen Kulturerbes aufgenommen.
Sennfeld ist ein Zentrum Fränkischer Tracht, weithin bekannt durch seine Sonderkulturen, insbesondere für Gemüse und ein Schweinfurter Wohnvorort. Hier hat die Carl Kühne KG ihr zweitgrößtes deutsches Werk. Das Dorf liegt am Sennfelder Seenkranz, mit einem der größten naturbelassenen Thermalseen Deutschlands, an dessen Ufer in einer Freizeitanlage etwa alle drei Jahre Europas größtes Varieté Festival stattfindet.

## Geografie

### Lage
Die Gemeinde liegt links des Mains, im Schweinfurter Becken und reicht nicht ganz bis an das heutige Mainufer heran, sondern wird durch einen schmalen, teilweise nur wenige Meter umfassenden Streifen Schweinfurter Gebietes vom Flussufer getrennt. Der historische Ortskern Sennfelds wurde auf einer Sandbank am Sennfelder Seenkranz gegründet und liegt nur knapp 2 Kilometer östlich des Schweinfurter Marktplatzes.
Dad Gemeindegebiet grenzt im Nordwesten an den Schweinfurter Stadtpark Wehranlagen. Der Westen der Gemeinde, mit Industrie- und Gewerbegebieten, bildet eine funktionale Einheit mit Schweinfurt, mit äußerlich nicht erkennbaren Grenzen (siehe: Hafen-Ost). Im Südwesten hat Sennfeld Anteil am Schwebheimer Wald. Im Osten erreicht die Gemeinde mit 262 m ü. NHN ihren höchsten Punkt. Hier liegt auch der zu Schonungen gehörende, nur über Sennfeld erreichbare Reichelshof, der von Sennfeld beansprucht wird. Der Sennfelder Bahnhof liegt auf Schweinfurter Gebiet.

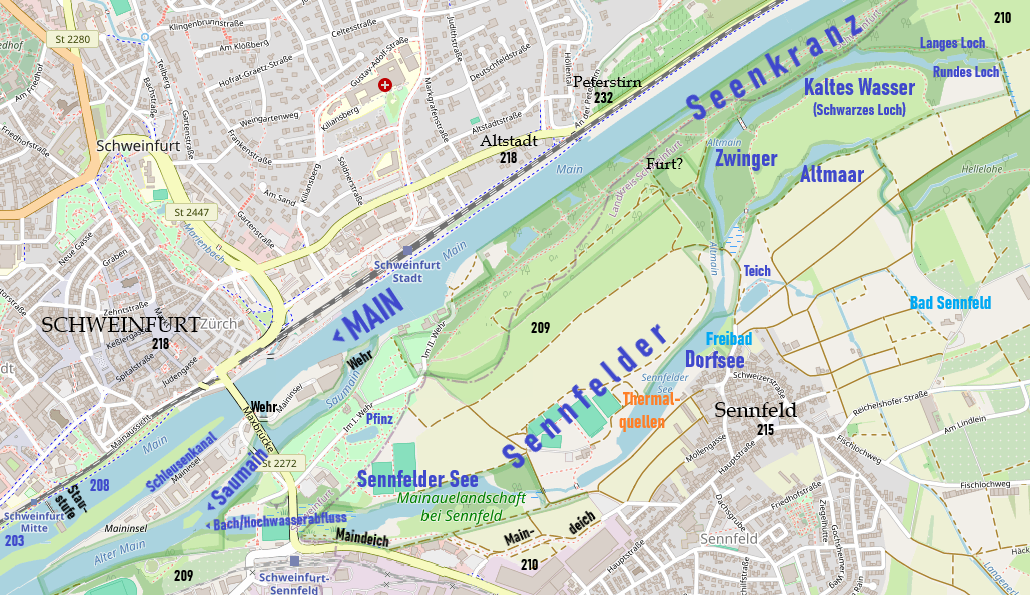
Sennfeld liegt unweit östlich der Schweinfurter Innenstadt, am Sennfelder Seenkranz
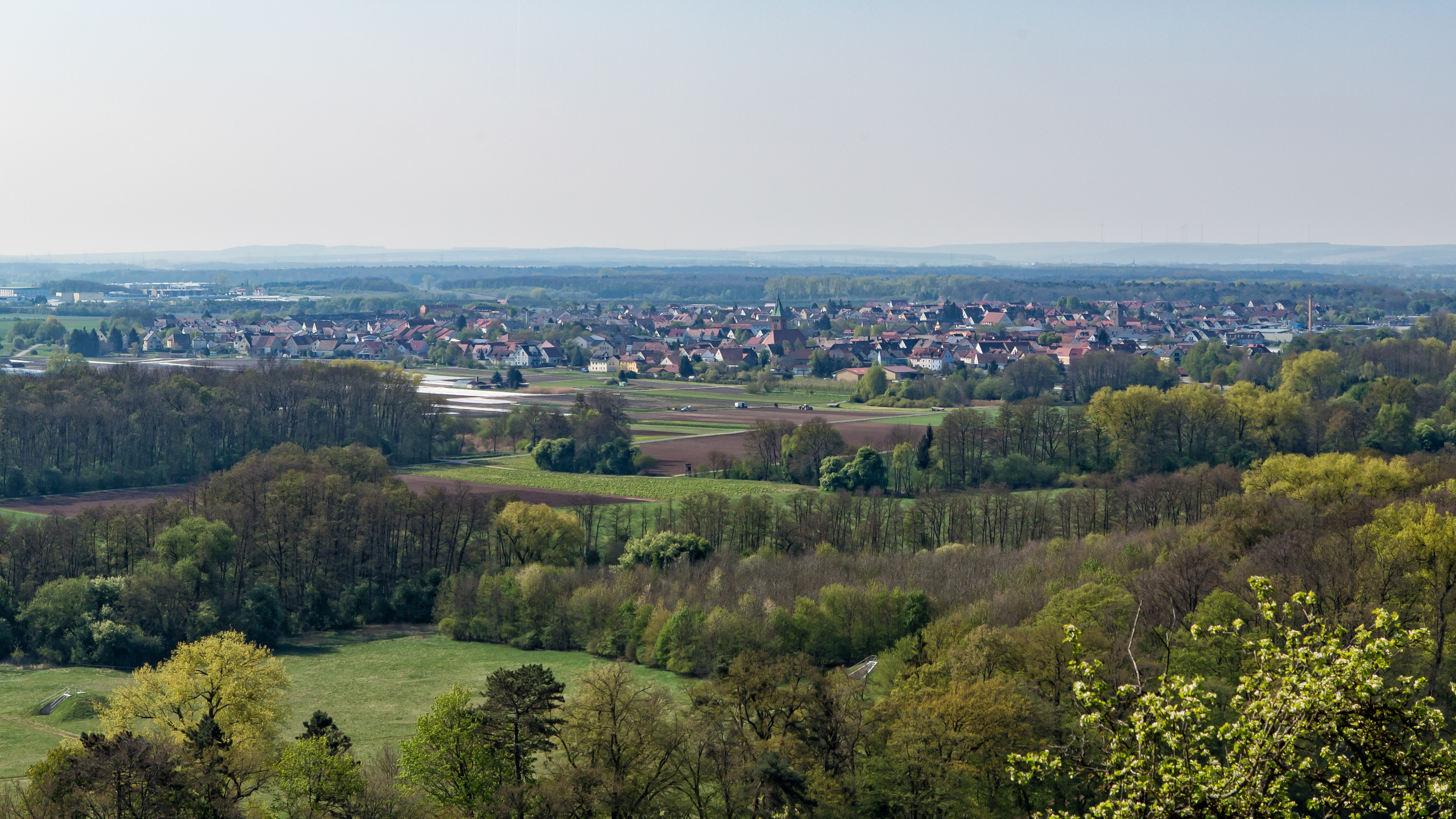
Schweinfurter Becken mit Sennfeld. Blick von der Oberen Mainleite über den Main (am Fuß des Hangs, nicht sichtbar) auf Auwälder am Sennfelder Seenkranz und dahinter Sonderkulturen

### Nachbargemeinden
Nachbargemeinden sind (von Norden beginnend im Uhrzeigersinn): Schonungen, Gochsheim und Schweinfurt.

### Ausgebliebene Gebietsreform
Im Rahmen der Bayerischen Gebietsreform war zunächst angedacht, Sennfeld nach Schweinfurt einzugemeinden. Dies wurde, ohne Berücksichtigung der Wirtschaftsgeographie, durch heute schwer nachvollziehbares politischen Denken verhindert (siehe: Schweinfurt, Keine Eingemeindungen bei Gebietsreform). Daher besitzt Sennfeld ein kleines Gemeindegebiet, das identisch mit der gleichnamigen Gemarkung ist. Sennfeld gehört heute, neben Schweinfurt, zu den relativ wenigen Gemeinden in die bei der Gebietsreform kein Ort eingemeindet wurde.

## Geschichte

### Bis zur Gemeindegründung
| |                                                                                    |
| \| Reichsstadt Schweinfurt (evang.) Reichsdörfer (evang.) Reichsritterschaften (evang.) \| Grafen von Schönborn (kath.) Deutscher Orden (Brönnhof) Hochstift Würzburg (kath.) \| |                                                                                    |
| Reichsstadt Schweinfurt (evang.) Reichsdörfer (evang.) Reichsritterschaften (evang.)                                                                                             | Grafen von Schönborn (kath.) Deutscher Orden (Brönnhof) Hochstift Würzburg (kath.) |

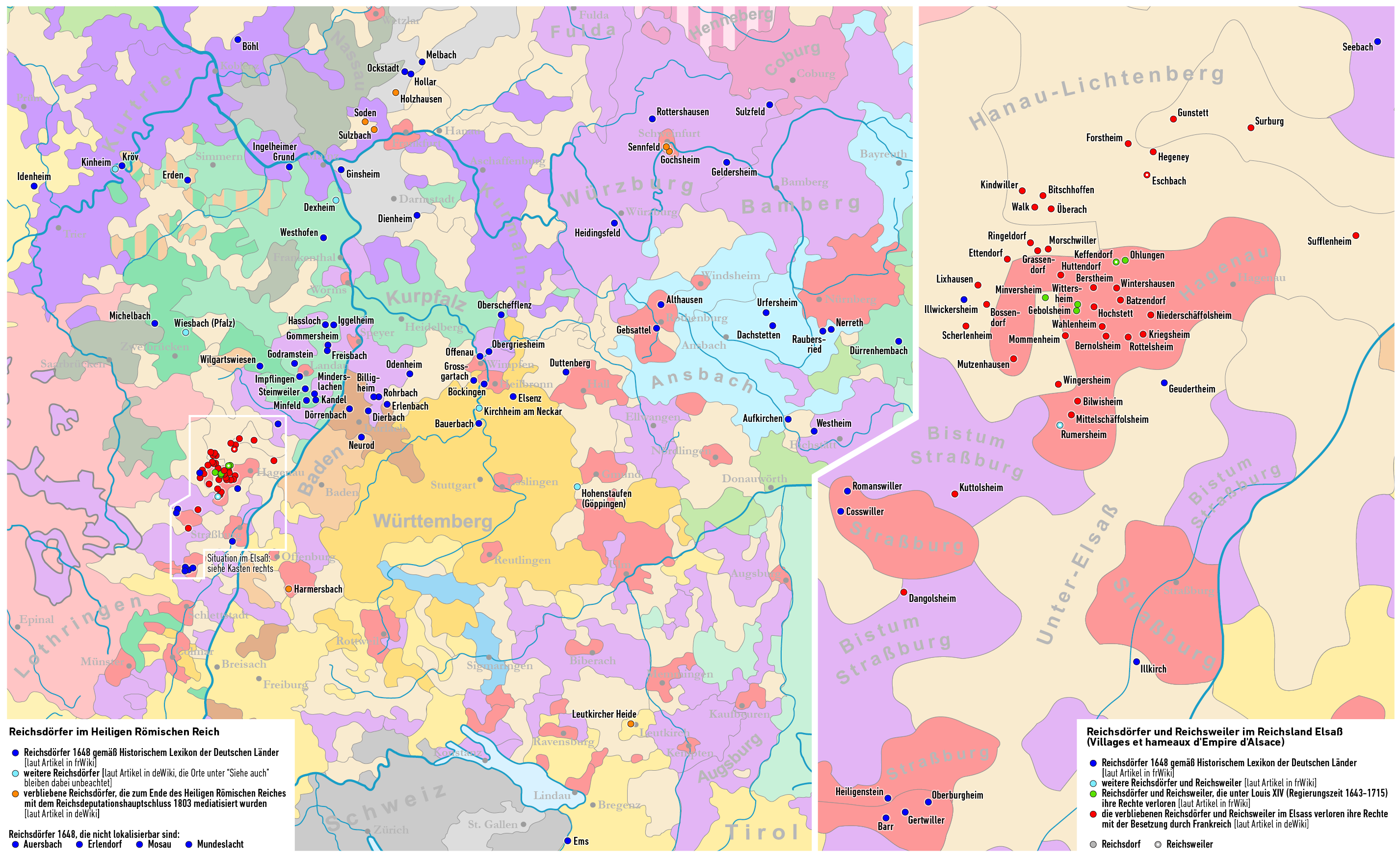
Reichsdörfer im Heiligen Römischen Reich im Jahr 1618

Die geschichtliche Entwicklung der Gemeinde ist eng verknüpft mit den benachbarten Orten Schweinfurt (ehemalige Reichsstadt) und Gochsheim (ehemaliges freies Reichsdorf). Das Dorf trägt wie sein Nachbar Gochsheim das Attribut „ehemals kaiserlich unmittelbares und freies Reichsdorf“.
Im Jahr 1094 war die erste urkundliche Erwähnung: Kaiser Heinrich IV. bestätigte dem Kloster Theres Schenkungen von Botho von Kärnten und seiner Frau Judith, Markgräfin von Schweinfurt, auch in „Sendelveit“. Im Jahr 1282 wurde das Dorf erstmals urkundlich von einer Reichsvogtei in Schweinfurt erwähnt, zu der die beiden Dörfer Sennfeld und Gochsheim gehörten.
König Albrecht verpfändete dem Hochstift Würzburg 1304/05 die Reichsvogtei Schweinfurt mit den beiden Dörfern Sennfeld und Gochsheim. Im Jahr 1309 wechselte diese Pfandschaft an die Grafen von Henneberg. In einem Henneberger Urbar (Grundbuch) wurde 1317 berichtet, dass in Sennfeld ein „Gericht des Reichs wegen“ besteht. Deshalb konnte Sennfeld ab dieser Zeit als Reichsdorf bezeichnet werden. Die Reichsstadt Schweinfurt befreite sich im Jahr 1386 mit Sennfeld und Gochsheim mit eigenen Mitteln aus der Pfandschaft.
1540 löste sich die Pfarrei von ihrer Mutterkirche in Gochsheim. Die Reichsdörfer Sennfeld und Gochsheim fielen im Jahr 1575 unter die Schutz- und Schirmherrschaft des Würzburger Fürstbischofs Julius Echter, der aber entgegen seinen vertraglichen Verpflichtungen die Reichs- und Religionsfreiheit der beiden Dörfer nicht anerkennen wollte. Im Jahr 1635 verlor das Dorf die Reichsfreiheit, da Kaiser Ferdinand II. in einem Lehenbrief dem Würzburger Fürstbischof Franz Graf von Hatzfeld die beiden Reichsdörfer Sennfeld und Gochsheim schenkte.
Während des Zweiten Markgrafenkrieges 1553 hielten sich Schweizer Gardisten mit ihren Pferden im Dorf auf, worauf die Schweizerstraße einen Hinweis gibt.
Im Januar 1648 zerstörten schwedische Soldaten in Sennfeld alle Gebäude bis auf drei Häuser, um eine Verschanzung gegnerischer Truppen zu verhindern.
Am 23. Januar 1649 wählten die 29 übriggebliebenen Ortsnachbarn ihren neuen Schultheiß. Am 14. August 1649 wurde die Reichsfreiheit durch eine Restitutionskommission in Schweinfurt wieder erlangt. Der aus dieser Zeit stammende Plantanz wird noch gegenwärtig zur Kirchweih getanzt und gilt als Symbol der wiedererlangten Reichsfreiheit. 1802 verlor das Dorf sie jedoch erneut und es wurde in das Kurfürstentum Bayern eingegliedert.
1810 kam die Siedlung zum Großherzogtum Würzburg; sie wurde 1814 endgültig dem Königreich Bayern eingegliedert. Im Jahr 1818 entstand die politische Gemeinde.

### 19. und 20. Jahrhundert
Im Jahr 1850 wurde ein Kindergarten als einer der ersten in ganz Bayern errichtet. Am 23. November 1903 wurde die Eisenbahnlinie Schweinfurt – Gerolzhofen über Sennfeld eröffnet.
Im Zweiten Weltkrieg hatte die Gemeinde Sennfeld aufgrund der Nähe zur Industriestadt Schweinfurt sehr unter den Bombenangriffen auf Schweinfurt zu leiden. Am 31. März 1944 fielen während eines Fliegerangriffs eine englische Luftmine sowie eine Vielzahl an Spreng-, Brand- und Phosphorbomben auf den alten Dorfkern. Viele historische Baudenkmäler wie die alte evangelisch-lutherische Dreieinigkeitskirche, das Rathaus und die alte Schule wurden zerstört. Zudem wurden bei diesem Angriff 203 Wohnhäuser beschädigt, wovon 37 total zerstört, 42 schwer und 124 leicht beschädigt wurden. Mehrere Dutzend Nutzgebäude wie landwirtschaftlichen Nebenbauten, Scheunen und Gewächshäuser waren ebenfalls betroffen.
Zusammen mit Angriffen am 17. August 1943 (im Rahmen der Operation Double Strike) und am 24. Februar 1944 fielen drei Luftminen, 35 Sprengstoff-, 550 Phosphor- und 600 Stabbrandbomben auf die Gemeinde Sennfeld.
Das Dorf, das zu diesem Zeitpunkt ca. 2800 Einwohner zählte, wurde am 12. April 1945 an amerikanische Truppen übergeben.
Bei der Gebietsreform in Bayern war bereits vom Freistaat die Eingemeindung von Sennfeld, Niederwerrn und Dittelbrunn nach Schweinfurt beschlossen. Danach wurde auf Weisung des gebürtigen Niederwerrner Staatssekretärs Erwin Lauerbach der Beschluss komplett rückgängig gemacht.

### Einwohnerstatistik
- 2010: 3916
- 2018: 4564 Einwohner[7]

Im Zeitraum 1988 bis 2018 stieg die Einwohnerzahl von 3984 auf 4564 um 580 Einwohner bzw. um 14,6 %.
Quelle: BayLfStat

### Konfessionsstatistik
Gemäß dem Zensus 2011 waren 43,2 % der Einwohner evangelisch, 37,4 % römisch-katholisch und 19,4 % waren konfessionslos, gehörten einer anderen Glaubensgemeinschaft an oder machten keine Angabe. Der Anteil der evangelischen und katholischen Kirchenmitglieder an der Gesamtbevölkerung ist seitdem gesunken.  Im Januar 2024 hatte Sennfeld ca. 4760 Einwohner davon waren 32 % evangelisch, 31 % katholisch und 37 % waren konfessionslos, gehörten einer anderen Glaubensgemeinschaft an oder machten keine Angabe.

## Politik

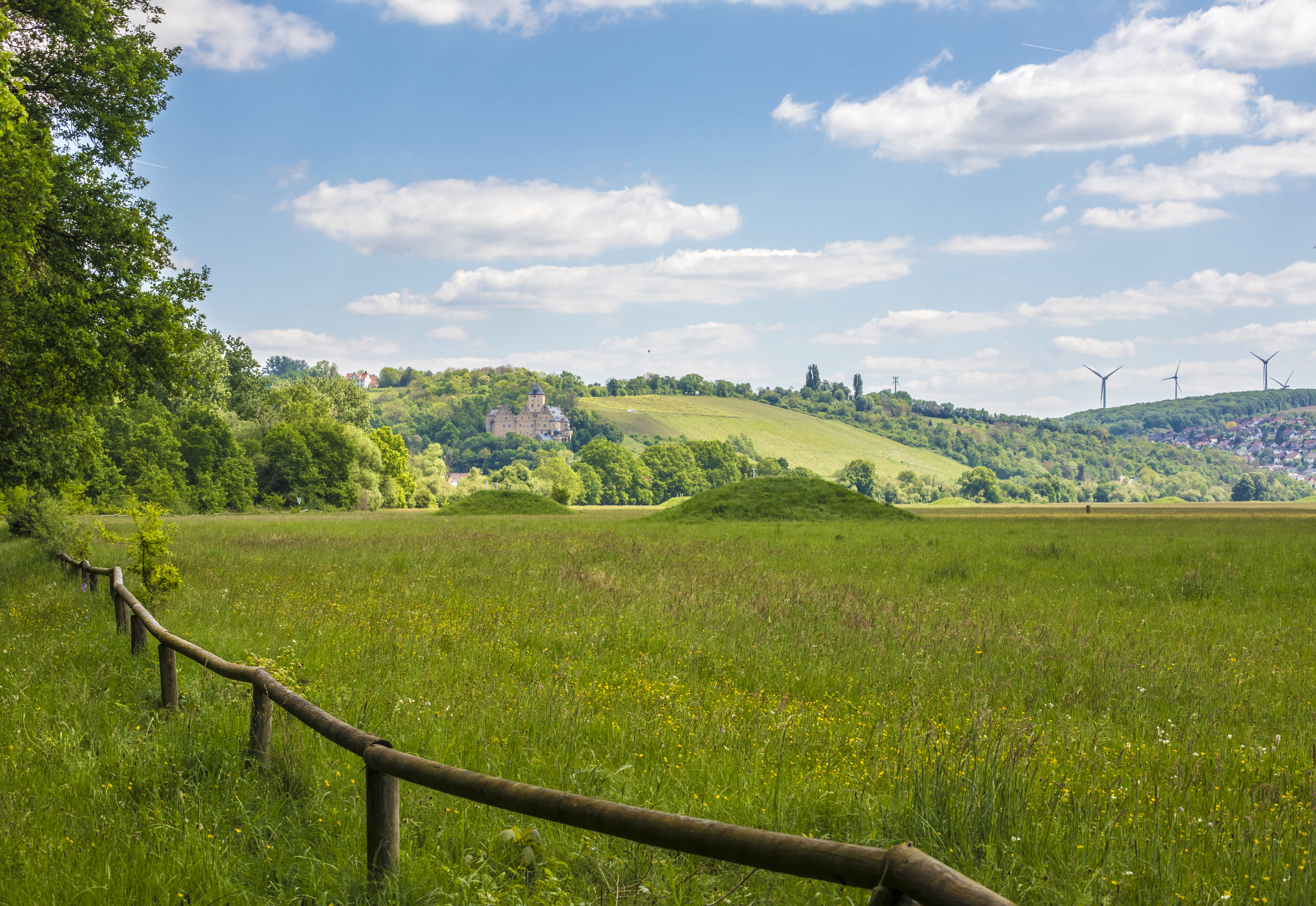
Blick über das nördliche Gemeindegebiet auf Schloss Mainberg und Schonungen

### Gemeinderat
Die Gemeinderatswahlen seit 2014 ergaben folgende Stimmenanteile und Sitzverteilungen:
| Partei/Liste | 2020  | 2014  |
| Partei/Liste | Sitze | Sitze |
| ------------ | ----- | ----- |
| CSU          | 4     | 5     |
| SPD          | 4     | 4     |
| Freie Wähler | 5     | 4     |
| Grüne        | 3     | 3     |

### Bürgermeister
Erster Bürgermeister ist seit 28. November 2017 Oliver Schulze (Freie Wähler), der sich bei der Bürgermeisterwahl am 26. November 2017 mit 63,7 % der Stimmen gegen zwei Mitbewerber durchsetzte; die Amtszeit läuft außerhalb des Turnus bis 27. November 2023. Sein Vorgänger war Emil Heinemann (CSU/Freie Wähler).

### Wappen
|                                                                                       | Blasonierung: „In Gold über gesenktem blauen Wellenbalken ein rot gezungter, silbern nimbierter schwarzer Adler.“ |
| Die Gemeinde führt das Wappen seit 1992. Es wurde vom Grafiker Ossi Krapf geschaffen. | |

### Interkommunale Allianz
Die Gemeinde Sennfeld gehört zur interkommunalen Allianz Schweinfurter Mainbogen (siehe: Grafenrheinfeld, Interkommunale Allianz).

## Kultur und Sehenswürdigkeiten

### Regelmäßige Veranstaltungen

#### Sennfelder Kirchweih (Friedensfest)
Die Sennfelder Kirchweih (Friedensfest) ist als immaterielles Kulturerbes eines der traditionsreichsten fränkischen Feste, mit dem charakteristischen Plantanz. Es ist ein historisches Friedens- und Freudensfest zum Gedenken an die Wiedererlangung der Reichsfreiheit 1649, jeweils um den ersten Sonntag im September. Das Fest findet am Plan statt. So wird der zentrale Dorfplatz in mehreren Dörfern, insbesondere im Raum Schweinfurt genannt. Traditionell wird auf der zu Schweinfurt näher liegenden Sennfelder Kirchweih Bier und auf der zeitgleich stattfindenden Gochsheimer Kirchweih Wein ausgeschenkt. Die Nachkirchweih findet eine Woche nach der Kirchweih an selber Stelle statt.

#### Erntedankfest
Das traditionelle Erntedankfest am ersten Sonntag im Oktober hat im Gärtnerdorf, mit seinen Sonderkulturen, besondere Bedeutung. Die Jungbauern richten es am herbstlich geschmückten Plan aus, mit den Spezialitäten Zwieflplootz mit Speck (Zwiebelkuchen), Peterlesplootz (Petersilienkuchen) und Federweißen. Der Festumzug durchs Dorf besteht aus mehreren Motivwagen und Fußgruppen.

#### Varieté Festival
Das größte Varieté Festival Europas findet in Sennfeld statt. Dafür wird jeweils auf der Freizeitanlage nördlich des Sennfelder Sees ein großes Zelt aufgebaut. Das Festival findet in unregelmäßigen Abständen, etwa alle drei Jahre statt.

### Sennfelder Seenkranz
Den westlichen Bereich des Seenkranzes bildet der Sennfelder See. Sein östlicher Teil, der Dorfsee, ist ein heute wieder naturbelassener Thermalsee (siehe auch: Bad Sennfeld). Ein Strandbad liegt hier am Rande des historischen Dorfkerns. Ein weiteres Strandbad am gegenüberliegenden Ufer des Dorfsees ist derzeit nicht in Betrieb. Nördlich des Sennfelder Sees liegt eine große Freizeitanlage mit Tennisplätzen. Fußwege führen von dort zum nahen Schweinfurter Stadtpark Wehranlagen.
Zum Badestrand an der Schonunger Bucht, am Main, führt die einzige Zufahrtsstraße durch Sennfeld.

Sennfelder Seenkranz
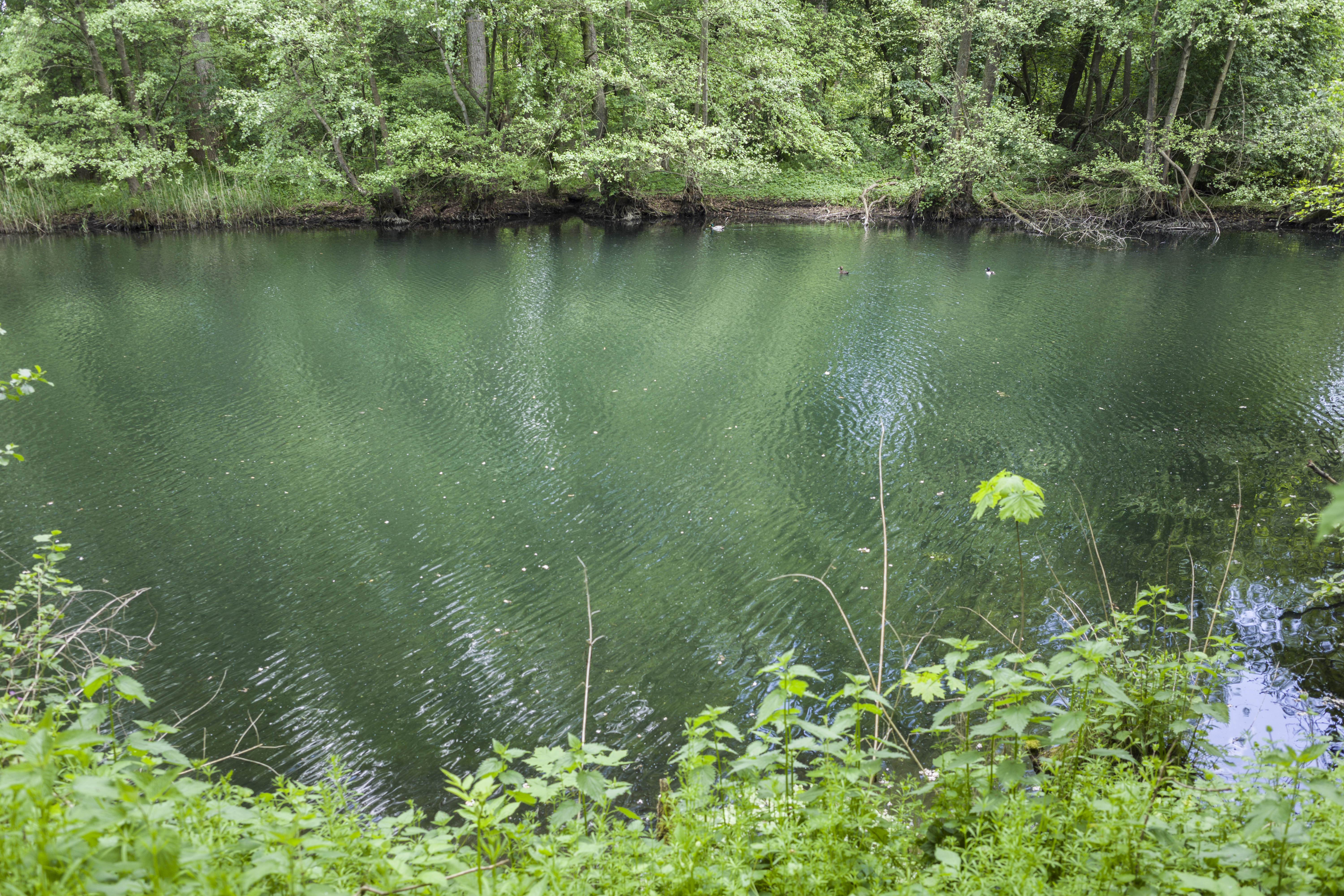
Zwinger
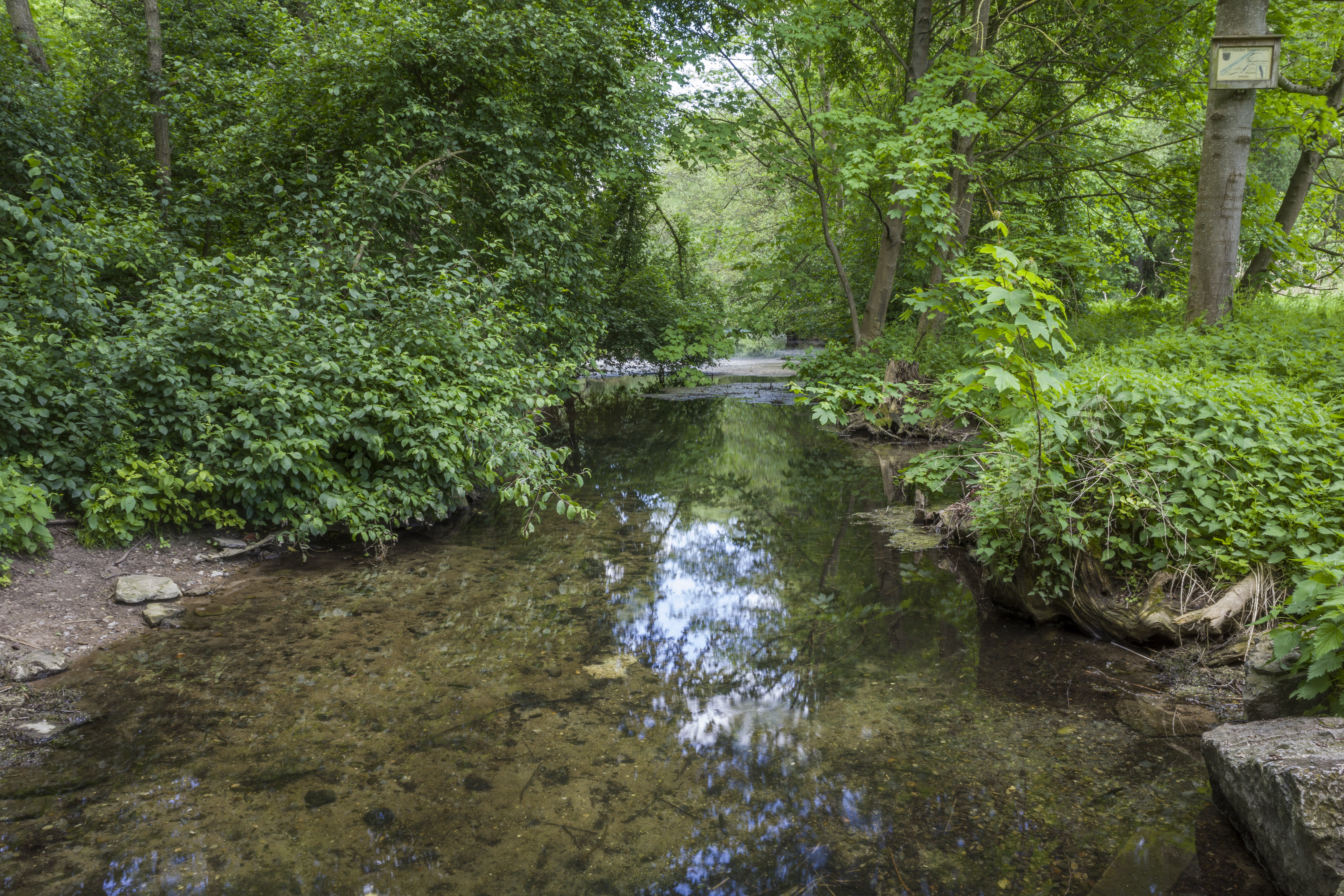
Bach zwischen Zwinger und Dorfsee
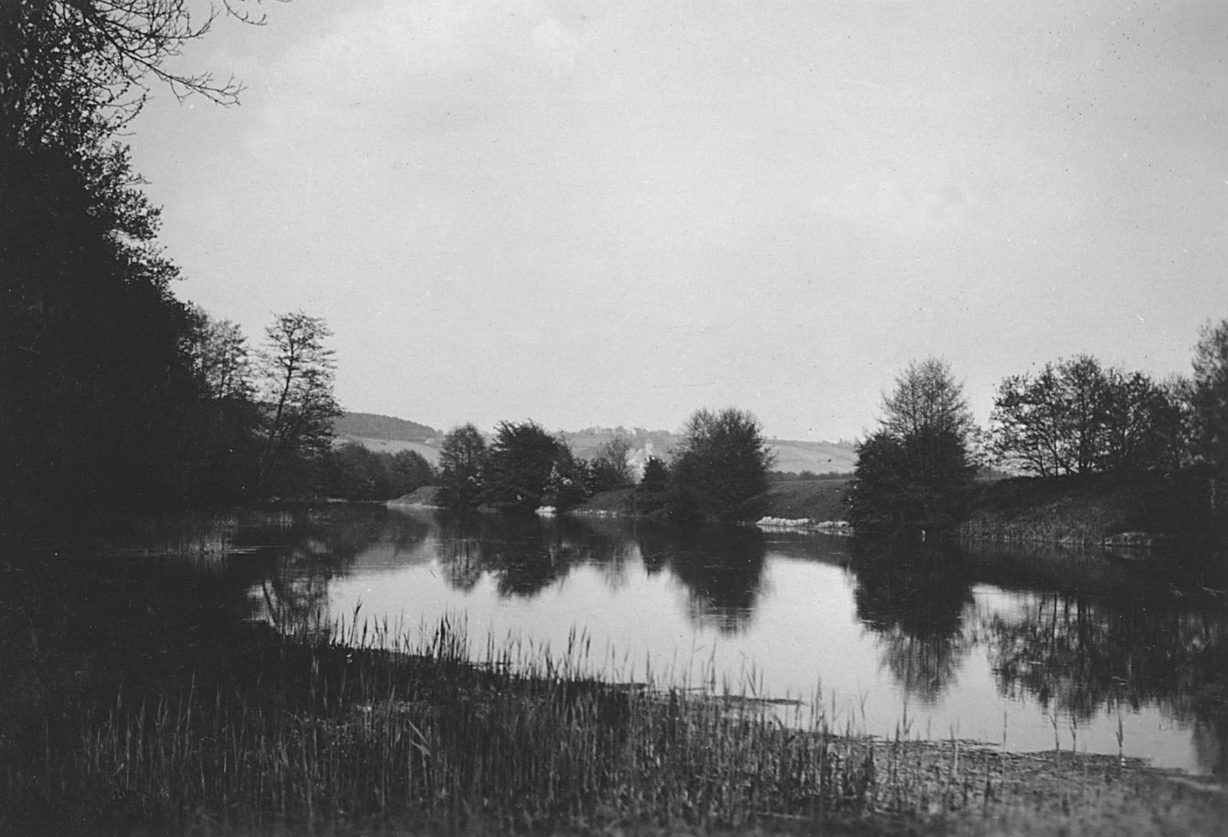
Kaltes Wasser (Schwarzes Loch), hinten Schloss Mainberg. Anfang 20. Jahrhundert

### Bad Sennfeld

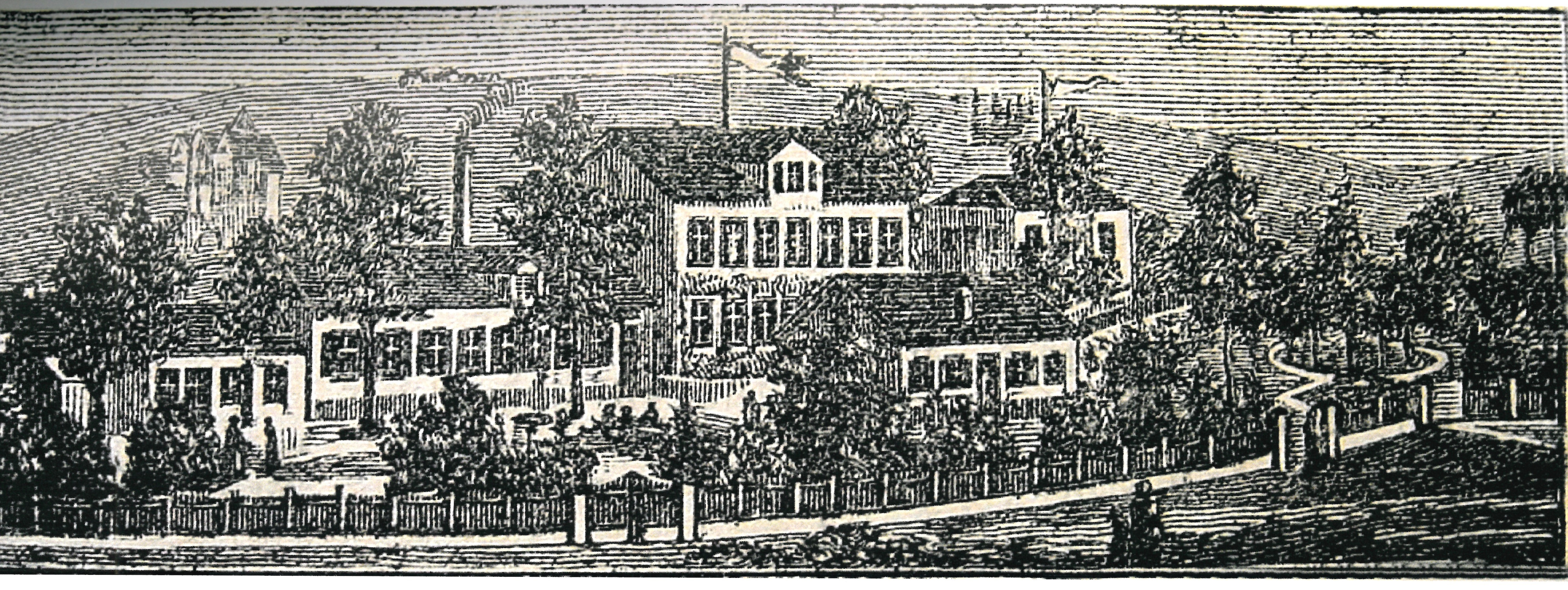
Bad Sennfeld im Jahre 1887

Das ehemalige Kurhaus liegt 500 m östlich des alten Dorfkerns, am Rande der Sennfelder Sonderkulturen, an der einstigen Weiherleinsmühle. 1809 wurde der Schweinfurter Stadtphysikus Elias Schmidt auf die in Sennfeld bereits bekannte Heilquelle aufmerksam. 1841 ließ Carl Gottfried Träger aus Schweinfurt die Quelle fassen und richtete ein echtes Bad ein. Im Dorfsee, einem Bereich des Sennfelder Seenkranzes, wurden 14 Thermalquellen eingefasst. Das Kurhaus mit seiner Schwefelquelle und Mooranwendungen eröffnete 1865. Nach Vorbild des nahen Bad Kissingen wurden Kurkonzerte veranstaltet. 1927 wurde das Kurbad erweitert.
In den 1950er Jahren wurde der Kurbetrieb eingestellt. Seitdem fließt das Heilwasser ungenutzt in den Sennfelder See. Das alte Kurhaus, mit kleinem Kurpark und alten Baumbestand wird weiterhin gastronomisch genutzt.

### Polizeimuseum
Ein privates Polizeimuseum unterhält Sennfelds Altbürgermeister Emil Heinemann.

### Bauwerke

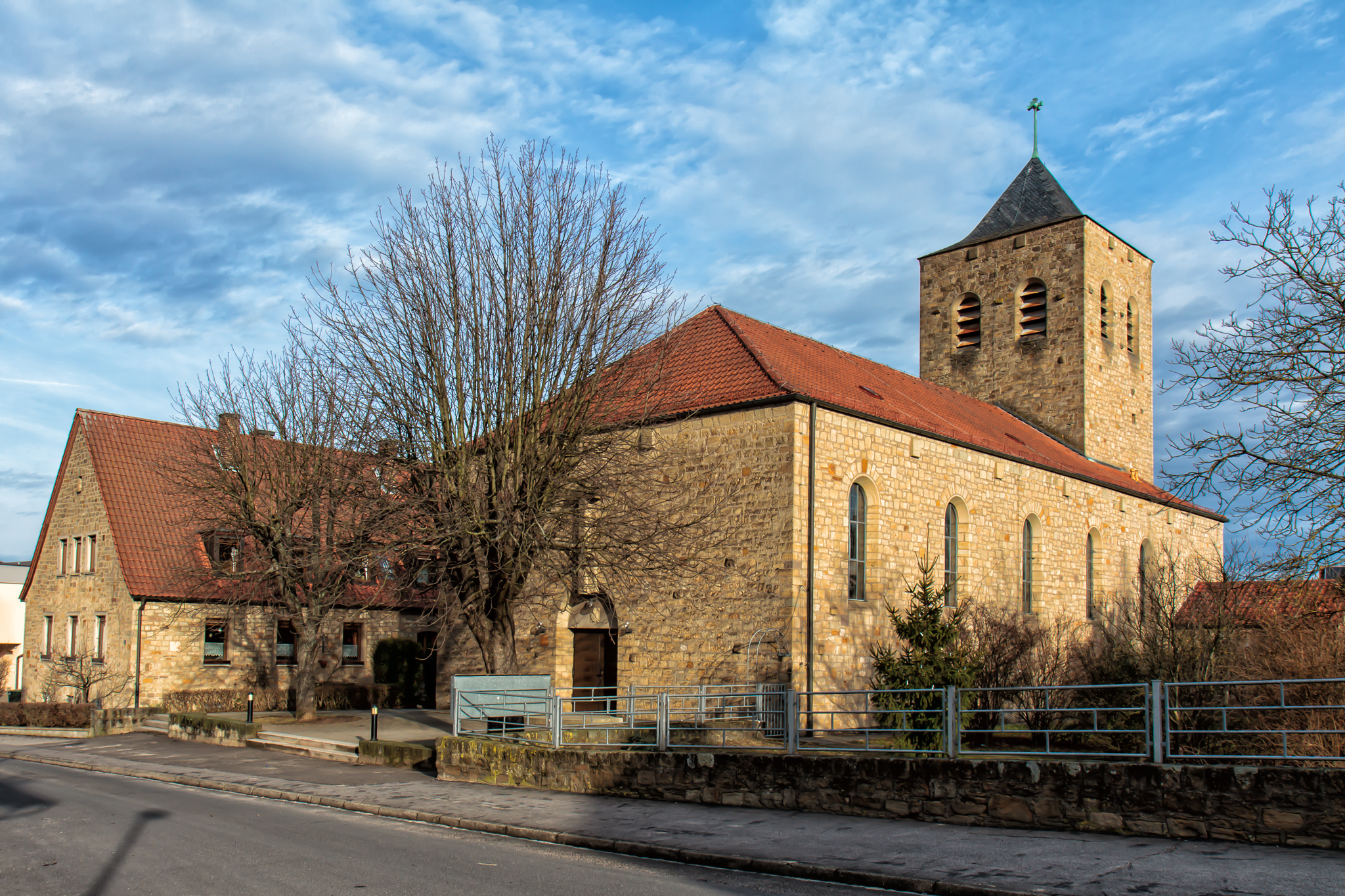
Kathol. Pfarrkirche St. Elisabeth

Die katholische Pfarrkirche St. Elisabeth von 1932 steht unter Denkmalschutz. Eine Hallenkirche mit Chorturm von Peter Krammer. Die Aussichtskanzel „Maintalblick“ ist ein 2013 am „Gemarkungsdreieck“ Sennfeld/Schonungen/Gochsheim errichteter 6,5 m hoher hölzerner Aussichtsturm.

### Kulinarische Spezialitäten
Früher wurden auf den Feldern von Sennfeld und Gochsheim Gurken angebaut, die vor allem in Franken mit Essig in Gläsern konserviert wurden. Traditionell gibt es zum Erntedankfest Zwiebelkuchen (Zwiebelplootz) und Peterlesplootz, dazu fränkischen Federweißer.

## Wirtschaft und Infrastruktur

### Lebensmittel

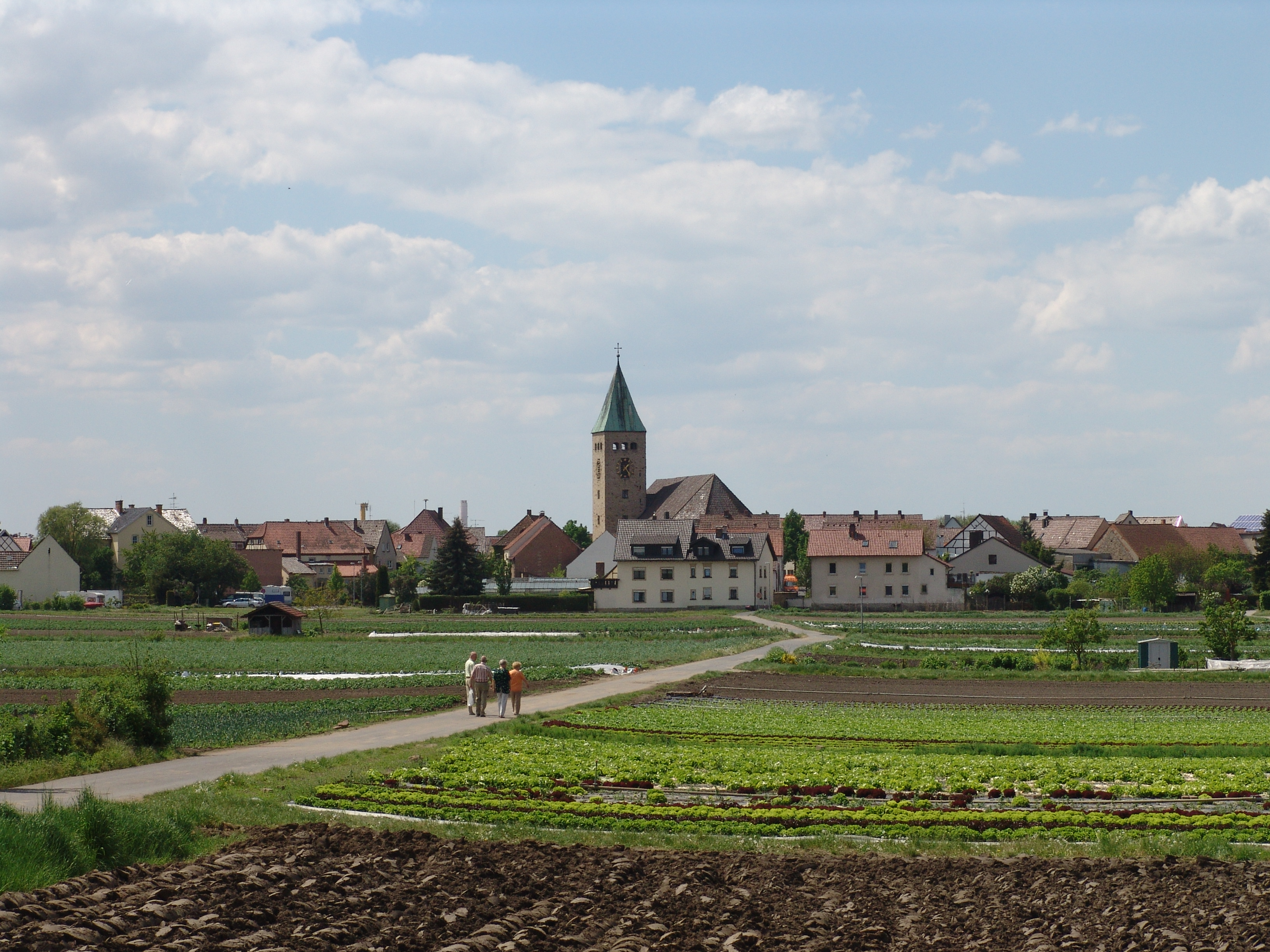
Sonderkulturen östlich des Dorfs

Sennfeld ist ein weithin bekannter Anbauort für Sonderkulturen, insbesondere Gemüse. Deshalb ist der Schweinfurter Vorort Sitz der Lebensmittelindustrie, mit dem zweitgrößten deutschen Werk der Carl Kühne KG.

### Informationstechnologie
Der IT-Dienstleister enthus (ehemals MCL, Böblingen) hat einen Standort in Sennfeld (ehemals VINTIN) mit Fokus auf den Mittelstand im deutschsprachigen Raum für Cloud- und Managed-Service.

### Verkehr

#### Straße
Sennfeld ist auf der A70 über zwei Abfahrten erreichbar: der Anschlussstelle Nummer 7 Schweinfurt-Zentrum/Sennfeld–West und Nummer 8 Gochsheim/Sennfeld. Außerdem verlaufen die Staatsstraßen 2271 und 2272 durch den Ort.

#### Schiene
Der Bahnhof Schweinfurt Sennfeld (Sennfelder Bahnhof) liegt unmittelbar jenseits der westlichen Gemeindegrenze, auf Schweinfurter Stadtgebiet, an der Bahnstrecke Kitzingen–Schweinfurt.

#### Streit um Reaktivierung der Steigerwaldbahn
Seit längerer Zeit gibt es Initiativen zur Reaktivierung des Personenverkehrs auf der stillgelegten Bahnstrecke Kitzingen–Schweinfurt, der sogenannten Unteren Steigerwaldbahn oder verkürzt Steigerwaldbahn. Anfang 2019 entbrannte schließlich ein heftiger, bis heute andauernder Streit, der zum Politikum wurde. Im August 2019 wurde schließlich ein neues Konzept zur Reaktivierung vom Verkehrsplaner Robert Wittek-Brix vorgestellt. Einer Regionalstraßenbahn als Integralbahn, die aus Richtung Kitzingen ab dem Bahnhof Schweinfurt Sennfeld in einem Ast auf der bestehenden Bahnstrecke zum Schweinfurter Hauptbahnhof fahren und in einem zweiten Ast via Schweinfurter Innenstadt an die Bahnstrecke Schweinfurt–Meiningen angebunden werden würde.

### Hochwasser und Deiche
Der Ortskern ist hochwasserfrei, da er auf einer Sandbank auf einer Höhe von 215 m ü. NN liegt, und damit ca. 5 Meter über dem umgebenden Main-Tiefland. Die Neubaugebiete liegen noch etwas höher.
Die zusammenhängenden Industrie- und Gewerbegebiete von Schweinfurt und Sennfeld liegen hingegen im Main-Tiefland, auf einer Höhe von ca. 210 m ü. NN. Sie wurden durch Anlage von Deichen vor Hochwasser geschützt, die bis 2008 saniert und weiter erhöht wurden (siehe: Schweinfurt, Hochwasser und Deiche).

## Söhne und Töchter der Gemeinde
- Max Neubert (1863–1948), Unternehmer und Erfinder
- Richard Riess (* 1937), Professor für Praktische Theologie